# Municipio de San Juan Comalapa
Municipio de San Juan Comalapa är en kommun i Guatemala.   Den ligger i departementet Departamento de Chimaltenango, i den centrala delen av landet, 40 km väster om huvudstaden Guatemala City.
Följande samhällen finns i Municipio de San Juan Comalapa:
- Comalapa